# Zabilivșciîna Druga, Borzna
Zabilivșciîna Druga (în ucraineană Забілівщина Друга) este un sat în orașul raional Borzna din regiunea Cernihiv, Ucraina.

## Demografie
Componența lingvistică a localității Zabilivșciîna Druga
     Ucraineană (97,75%)
     Rusă (2,25%)
Conform recensământului din 2001, majoritatea populației localității Zabilivșciîna Druga era vorbitoare de ucraineană (97,75%), existând în minoritate și vorbitori de rusă (2,25%).